# ملعب وايت سيتي
ملعب وايت سيتي (بالإنجليزية: White City Stadium)‏ هو ملعب كرة قدم يستضيف مسابقات ألعاب القوى، يقع في لندن، إنجلترا، يتسع لـ 93,000 متفرج.

## التاريخ
افتتح الملعب في 1908. تم إغلاقه في . في تم هدم هذا الملعب.

## أهم الأحداث التي استضافها
- كأس العالم لكرة القدم 1966